# Arq
 (septembre 2019).
- Si vous ne connaissez pas le sujet, laissez ce bandeau (vous pouvez alors contacter les auteurs).
- Si vous supprimez le contenu mis en cause (vous pouvez préalablement contacter les auteurs),

argumentez précisément cette suppression dans la page de discussion
(un manque de référence n'est pas un argument ; une recherche réelle de référence doit avoir été effectuée, être formellement documentée).
Pour les articles homonymes, voir Arq.
Arq est une série de bande dessinée écrite, dessinée et mise en couleur par Andreas ; elle est éditée depuis septembre 1997 aux éditions Delcourt dans les collections « Conquistador » puis « Machination » à partir du second cycle.
La série, terminée en 2015, s'étend sur trois cycles de format et de technique de colorisation différents, composés de six tomes chacun, soit dix-huit albums au total.

## L’histoire
Cinq personnes, sans lien apparent, se retrouvent brusquement dans un monde radicalement différent du leur. Julian, Montana, Laura, Travis et sa femme Alanna, sont aussitôt séparés et livrés à eux-mêmes. 
Pourquoi et comment sont-ils arrivés là ? Quel est ce monde inconnu et ses habitants étranges ? Qui est derrière tout ça ? Mais surtout que représente Arq ?

## Résumé graphique
Le schéma suivant résume les différentes interactions entre personnages et les mondes (Monde intérieur d'Arq, le monde de Mike, le monde actuel à différentes époques (-400 000 ans, les croisades et maintenant) ainsi que le monde d'AZS - si c'est un monde). White Dust n'apparaît pas en tant que tel car quasiment toute l'action actuelle s'y passe.

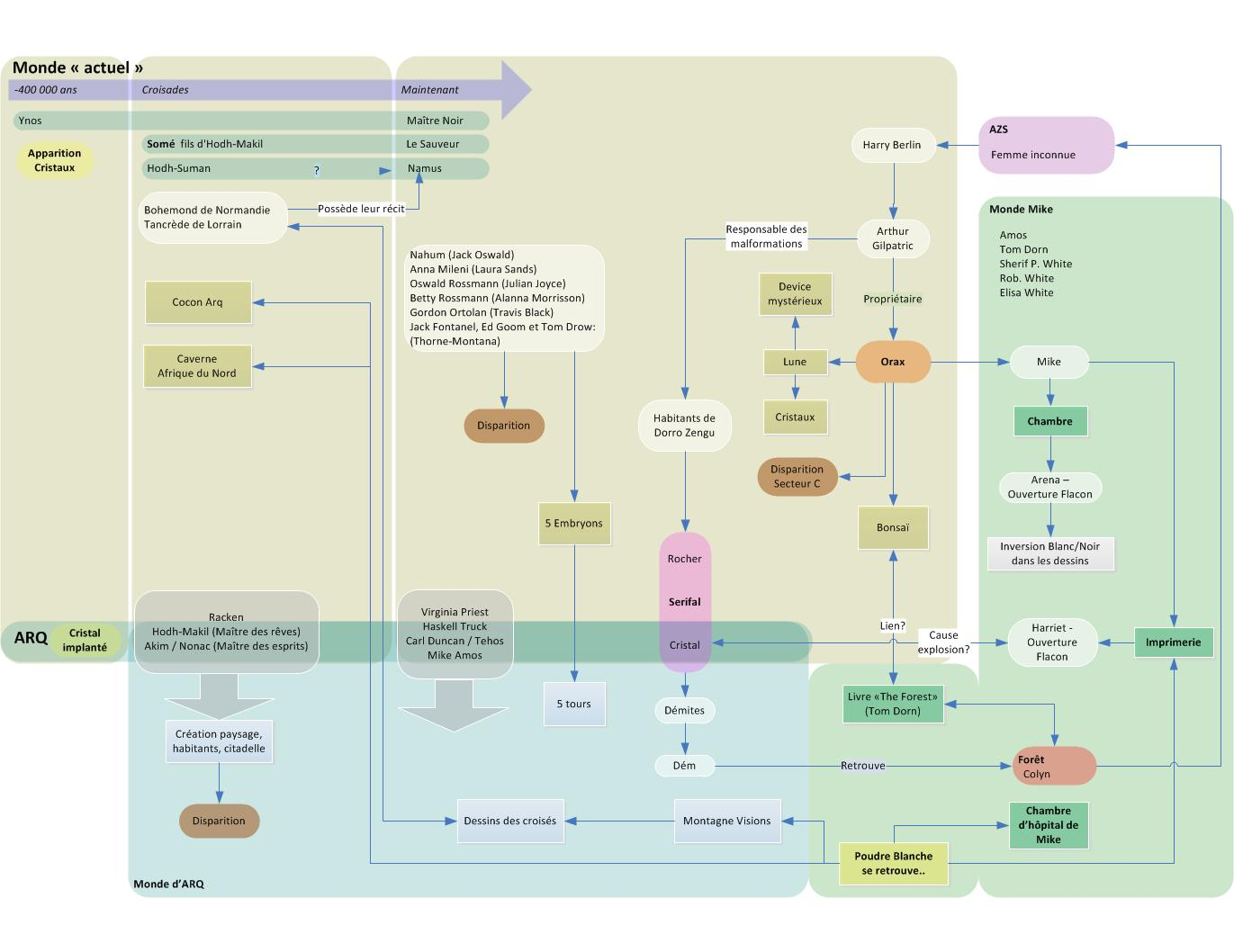
Arq Résumé Schématique

## Les personnages

### Dans le monde d’Arq
- Julian Joyce dit Short y : étudiant surdoué en informatique, il est bouleversé par la mort de son seul ami, Robby, lors du bizutage d'intégration dans la confrérie Delta-Epsilon-Thêta (ΔΕΘ). Il a été persécuté par son entraîneur Brown à qui il doit d'être un excellent nageur. Il devient dépendant aux drogues qui l'aident à mener ses recherches. Il a des penchants suicidaires. Sur Arq, il sera tout d'abord blessé accidentellement par Laura. Sauvé par les Limisaïs à l'aide d'un Stytch il sera gravement défiguré par un nuage d'acide en tentant de s'échapper du village aérien. Ce sera le premier à prendre conscience de sa condition sur Arq en entrant dans les ordinateurs de White Dust. Il peut modifier tout ce qui l'entoure.

- Pascoe Montana : de son vrai nom Robert « Bob » Thorne, fraîchement sorti de prison, après avoir purgé une peine de quinze ans pour meurtre lors d'un hold-up, il n'a qu'une idée, descendre Crash Brooks, un mafieux qui fut à l'origine de son inculpation. Il est la bête noire de l'inspecteur Garrett. Lors d'un guet-apens tendu à Brooks, ce dernier abat la sœur de Garrett qui le descendra à son tour. S'enfuyant, il change de visage et d'identité afin d'échapper à la police. Il égorge l'inspecteur Garrett qui l'avait pris en filature. Il a un esprit de meneur et pervertit tout ce qu'il touche. Arrivé sur Arq, il a une dent contre Laura. Il est l'instigateur du renversement de Racken et le complice de Rofferrac. On ne voit jamais son visage.

- Laura Sands : fille de mineur, à la suite d'un accident dans lequel son père perdra son bras, elle se laisse abuser par le directeur de la mine, Cameron, puis par son fils Trent. Réprimandé Trent Cameron se vengera en assassinant le père de Laura. Elle est la mère d'un enfant du nom de Tim qui sera donné à l'assistance publique par son fiancé. Elle est contrainte, pour survivre, à se prostituer. Son souteneur n'est autre que son compagnon, Billy, qui autrefois lui sauva la vie dans la mine. Elle a un caractère très fort et ne supporte pas Montana.

- Travis Black dans Arq, on l'appelle Saron : brillant professeur aveugle, il est le mari d'Alanna. Il a perdu la vue lors d'une attaque pendant la guerre en 1945, ses yeux ont été brûlés après avoir projeté de puissants rayons lumineux. Le peuple Démite voit en lui un envoyé des dieux. Avec l'aide de Julian, il retrouvera la vue par la simple volonté.

- Alanna Morrisson-Black : jeune étudiante, elle s'est mariée avec son professeur Travis Black, beaucoup plus âgé qu'elle. Elle est enlevée par une espèce aquatique et respire grâce à un symbiote. Instinctivement, elle construira une arme qui réagit violemment en présence de l'espèce aquatique. Elle est enceinte et mettra au monde, sur Arq, deux jumeaux, Eve et Tarak.

- Nonac dit aussi Le Maître des esprits : sans lui, le monde d'Arq disparaît. Il veille sur les âmes de ce monde. À la suite de son combat avec Montana, il se jette dans le puits et tombe perpétuellement. Passant plusieurs fois le nuage transformant, il accomplit une mutation. Après sa mutation, il porte des ailes et se fait appeler Ptéro-Nonac. Il est l'incarnation d'Akim venu du monde extérieur à Arq à l'époque des croisades. Son père a imaginé tout ce qui est présent sur Arq et c'est lui qui les a matérialisés, c'est pourquoi s'il meurt, tout disparaît.

- Racken : oppresseur paranoïaque des différents peuples vivant auprès de la citadelle, il fut à l'origine leur bienfaiteur. Il est l'incarnation de l'étranger sans nom apparu à l'époque de croisade.

- Rofferrac : c'est un des cinq Maître des plans il prendra la suite de Racken après son renversement et l'exil de Montana.

- Ève : c’est la fille d’Alanna et Travis, elle a un frère jumeau du nom de Tarak. Elle est née sur Arq. Elle apparaît sous forme de visions à l'être nommé Arq qui seul peut la voir et lui parler.

- Tarak : C’est le frère jumeau d’Eve et le fils d’Alanna et Travis. Il est né sur le monde d’Arq et est hybride d’un humain et d’un Tarak, qui est une espèce aquatique dont la larve a fusionné avec l’embryon pendant la grossesse.

- Dem : c'est un démite touché par la pluie qui transforme, il accompagne le groupe des cinq humains.

- Tala : c'est une limisaï. Elle s'éprend de Julian et le sauve à plusieurs reprises.

- Tehos : c'est un des rebelles, il est chargé du recrutement. Il est très fidèle à Montana. Il est l'incarnation de Carl Duncan qui vient du monde extérieur à Arq. Namus peut rentrer en contact avec lui en utilisant la magie noire.

- Le Maître des rêves : mentionné par Nonac et Racken lors d'une discussion privée. Il est mort avant le début de l'histoire. C'était l'incarnation d'Hodh-Makil. Il fut tué par une force néfaste. Il a imaginé toutes les espèces et paysages d'Arq, lui et son fils les ont matérialisées.

- Ynos dit Le Maître noir : il a vécu il y a 400 000 ans, il fut laissé pour mort puis rejeté par sa tribu après un affrontement avec un fauve qui le défigura. Au contact d'étranges cristaux, il prend conscience. Les cristaux sont responsables de l'anéantissement de sa tribu. Il comprend qu'une présence est responsable de tout ça et pour se venger, il façonne un être dans une substance blanche et lui plante un cristal. L'être prit vie après qu'Ynos lui ai transmis toute sa rage, s'enferma dans un cocon de pierre pour devenir 400 000 ans plus tard Arq. L’esprit de Ynos, resté vivant hors de son corps, prendra refuge dans Arq après avoir été libéré par Namus. Dans le monde d'Arq, il prendra possession du corps d'Haskell Truck.

- Yad : c'est le maître des pierres et le meneur (mou) de la rébellion contre Racken. Il sera assassiné par Montana qui prendra la direction des rebelles.

- Amenic : rebelle assassiné par Montana.

- Erat : tout comme Rofferrac, c'est l'un des cinq Maître des plans.

### En dehors du monde d’Arq

#### Époque actuelle
- Arthur Gilpatric : ancien membre du pentagone, il a une identité différente dans les passés des cinq personnages envoyés sur le monde d'Arq. Il est l'inspecteur de police Garrett pour Montana et se fait égorger par lui. Il est le directeur de mine Cameron pour Laura, pour Alanna et Travis, il se prénomme Jonathan Wedgewood et pour Julian, il porte son vrai nom. Il dirige les expériences sur le corps d'Arq. Il pense être à l'origine de l'irréalité de son monde à la suite de ses expériences de 1958. Une cicatrice à la gorge lui apparaît brutalement au moment où Arq se réveille et Mike tombe dans le coma.
- Arq : C'est le nom du monde où sont envoyés les cinq personnages issus des embryons. Ce monde se situe dans l'esprit d'un humanoïde dont les organes internes ne ressemblent aucunement à ceux d'un humain. Il est âgé de plus de quatre-cent-mille ans et constitué de plantes, de minéraux et d'insectes. Il fut façonné par Ynos et doit le venger.
- Dexter Penwick : chef de projet au centre de recherche White Dust il est le supérieur de Gilpatric et est chargé par la compagnie pétrolière American Torch de le surveiller. À la suite d'une piqûre de moustique, il devient énorme et sera exécuté par Krasnovski le jugeant inutile.
- Harry Berlin : assistant de Gilpatric, il informe l'extérieur. Plus tard, on apprend que c'est une femme, envoyée pour observer le monde supposé jusqu'ici réel, par une structure du nom de code AZS. Son visage a été tailladé. Il apparaît avec une infirmière de White Dust dans la vie fictive de Montana.
- Haskell Truck dit Sides : responsable de la sécurité de White Dust. Il est volontaire pour la première tentative d'exploration du monde intérieur d'Arq. Il décède à la suite de l'expérience mais son esprit survit, endormi, dans le corps d'Arq. Il était aussi informateur vers l'extérieur. Dans le monde d'Arq son corps sera investi par le Maître Noir.
- Patricia Priest : représentante du groupe The Lord’s Light à White Dust, elle reprend la direction à la suite de Krasnovski, contraint par le FBI de se retirer du centre. Elle est la mère de Virginia. Elle fut piquée par un moustique d’origine inconnu et grossit à vue d’œil jusqu’à son assassinat par Le Sauveur.
- Virginia Priest : fille de Patricia Priest, elle semble très attirée par les garçons et par Berlin en particulier.
- Nahum de son vrai nom Jack Oswald : il fait partie des survivants ayant subi une mutation à la suite des expériences de Gilpatric en 1963. Il s'est réfugié dans la ville de Dorro Zengu
- X de son vrai prénom Bob : tout comme Nahum, il est aussi un des survivants des expériences de 1963. Il est très nerveux et très radical.
- Le Sauveur : chef spirituel de la secte The Lord’s Light. Il a certains pouvoirs dont celui de créer une boule d’énergie destructrice avec laquelle il tue les victimes des moustiques à trois yeux. Il est vieux de plusieurs centaines d'années. À l'époque des croisades, il était le petit Somé, fils d'Hodh-Makil. Il a probablement survécu aussi longtemps grâce au Stytch donné en cadeau par l'étranger sans nom. Il est donc le demi-frère de Nonac.
- Colonel Owen Krasnovski : il dirige les opérations militaires des True American's à White Dust.
- AZS cinq vingt-cinq douze : c'est le nom de code de la taupe infiltrée dans l'équipe de recherche de White Dust. Il s'agit de Harry Berlin.
- HQ : c'est l'interlocuteur de AZS la taupe infiltrée à White Dust. HQ signifie sûrement Head Quarter (Quartier Général).
- Will Berg : c'est un des seconds du Colonel Krasnovski. Il le représentera avec Casper Stone pendant son absence.
- Casper Stone : tout comme Will Berg, il assure le remplacement de Krasnovski. Par la suite, il sera intégré en tant qu'agent dormant à l'équipe de recherche pendant le retrait des troupes des True American's.
- Strelitz : fugitif se réfugiant en 1971 à Dorro Zengu pour échapper à la police. Il ne restera que très peu de temps dans ce village, ayant pris peur à la vue de ses habitants. Il fut assassiné par X.
- Major : une des mutantes de Dorro Zengu elle fut agressée lors du passage de Strelitz en 1971. C'est la première victime lors du passage d'Arq.
- Révélation de son vrai nom Rahmond Stork dit Rey : c'est la dernière victime retrouvée à la suite du passage d'Arq à Dorro Zengu.
- Namus : président de la société pétrolière American Torch. Il semble être un descendant d'Hodh-Suman. D'ailleurs Namus est l'anacyclique de Suman.
- Les habitants de Dorro Zengu : Amiral, Brigadier, Capitaine, Daniel, Ezra, Field Marshal, Général, Haggai, Isaiah, Job, Kings, Luke, Major, Nahum, Obadiah, Peter, Quartermaster, Révélation, Sergeant, Timothy, U-Boat, Volunteer, Wren, X, Yeoman, Zechariah (décédés pendant le séjour d'Arq : Major, Isaiah, Kings, Ezra, Haggai, U-Boat, Révélation, Timothy – cf infra).
- Cobayes de Gilpatric durant ses expériences de 1963 : Betty, Lewis, Jack Oswald, Bob, Rahmond Stork
- Carl Duncan : il est un des deux pilotes de l'hélicoptère qui s'est scratché lors de la récupération du cocon d'Arq en pleine mer. Namus lui transfuse de la matière blanche et son âme est absorbée par Arq. Dans le monde d'Arq, il devient Tehos.
- Anna Mileni : c'est la donneuse pour l'embryon de Laura Sands. Elle est le contact de Gilpatric et a eu une liaison avec Tom.
- Oswald Rossmann : c'est le donneur pour l'embryon de Julian Joyce. Il est le mari de Betty.
- Betty Rossmann : c'est la donneuse pour l'embryon d'Alanna Morrisson.
- Gordon Ortolan : c'est le donneur pour l'embryon de Travis Black.
- Jack Fontanel, Ed Goom et Tom Drow : sont les donneurs pour l'embryon de Thorne-Montana. Le clonage s'étant mal déroulé, Gilpatric a dû “improviser” mais on ne sait pas en quoi. Tom a une tête très lumineuse et connaît une partie du passé de Gilpatric.
- Mike Amos : C'est un des scientifiques de White Dust. Il convainc ses collèges de quitter le centre, restant seul avec le Sauveur. On retrouve son nom ou prénom dans toutes les réalités.

#### Époque des croisades
- Hodh-Makil : Il vit au XIIe siècle. Il est le père de Somé et d'Akim et le mari de Tolba et Zenaga. Il accueille l'étranger sans nom et les deux croisés Bohemond et Tancrède. Il a la faculté, en touchant la tête de son interlocuteur, de lui faire apprendre sa langue. En ingérant la matière blanche il se retrouve, tout comme l'étranger sans nom et son fils Akim, transporté dans le corps d'Arq.

- Zenaga : première femme de Hodh-Makil et la mère de Akim.

- Tolba : deuxième femme de Hodh-Makil et la mère de Somé. Elle assassine Zenaga et tente de supprimer Akim avant de s'enfuir avec son fils Somé en emportant le Stytch.

- Akim : premier fils de Hodh-Makil, il est le demi-frère de Somé et fils de Zenaga. Il a le sang vert et plusieurs étrangers viennent lui faire des offrandes. Jalouse, Tolba tente de l’assassiner mais celui-ci est sauvé grâce au Stytch. Son père lui fait manger de la matière blanche après quoi son corps se retrouve transporté dans celui d’Arq.

- Somé : second fils de Hodh-Makil il est le demi-frère d'Akim. Sa mère, Tolba, s’enfuit avec lui et le Stytch après avoir tenté de tuer Akim. Il semble avoir survécu aux siècles grâce au Stytch et se fait passer pour un chef spirituel sous le nom de Sauveur, au sein de la secte The Lord’s Light.

- Hodh-Suman : il dirige le groupe des hommes noir du sable d'Allah aux XIIe siècle.

- Bohemond de Normandie : avec son ami Tancrède, ils reviennent de croisade. Il est l'auteur du manuscrit relatant leur périple.

- Tancrède de Lorraine : avec son ami Bohemond, ils reviennent de croisade.

### Lieu indéterminé
- Mike : personnage encore indéfini. Il est dans le coma mais les médecins ne savent pas pour quelle raison : il ne s’est pas fait agresser, pas de trace de poison, ni de crise cardiaque ou autre maladie. Il travaille dans une imprimerie où il a un bureau où seul lui a la clé. Il est le frère d'Amos. Sa petite amie s'appelle Colyn. Il est mentionné aussi dans le monde intérieur d'Arq par Laura qui, un instant, l'associe à son fils alors qu'elle ne le connaît pas. Son nom et celui de son frère, associés, forment le nom d’un scientifique de White Dust. Il tombe dans le coma au moment où Arq se réveille et où la cicatrice de Gilpatric apparaît.

- Amos : jeune garçon, il est le petit frère de Mike. On ne sait pas dans quelle réalité il vit. Sur son T-shirt est imprimé le symbole qui signifie Arq.

## L’univers de fiction

### Espèces
- Limisaï : peuple humanoïde volant. Après la pluie acide, ils perdront leurs ailes mais les retrouveront grâce au Stytch.

- Démites : peuple très religieux. Ils ne vieillissent et ne meurent pas, mais peuvent toutefois être tués. Ils ont assassiné toutes leurs femmes car elles étaient devenues inutiles. Ils n’ont pas de noms car pour eux, seul les dieux ou leurs envoyés, ont le droit d’en avoir.

- L’espèce aquatique : ils ont une langue différente des autres espèces d'Arq.

- Stytch : petit animal aux capacités régénératrices. Il est utilisé pour soigner tout type de blessures, maladie ou empoisonnement. C'est la seule espèce qui vient de l'extérieur du monde d'Arq. Il en existe trois, dont un est resté à l'extérieur du monde d'Arq. Ils ont été apportés par l'extraterrestre sans nom qui se fait appeler Racken dans le monde d'Arq.

- Orcic : petit animal de légende, il est indélogeable de la roche sur laquelle il s'est rivé. Il vivrait au-dessus des nuages. On le trouve aussi dans le puits de la citadelle. Racken les ingère pour y puiser ses pouvoirs. Pour les décoller il faut les enfumer avec du  semynonys.

- Semynonys : feuilles étranges qui servent à enfumer les Orcics pour les décrocher de la roche. Après avoir été cueillies, elles se transforment en poudre au bout d'une journée. Elles transforment la personne qui les ingère. Elles seront à l'origine de la pluie acide qui transformera tout sur Arq.

- K’ross : êtres peints sur les parois de la caverne de la Montagne aux visions. Ils sont habillés comme des chevaliers de l'ordre de la croix (K'ross = cross qui veut dire croix en anglais) et représente Bohemond et Tancrède.

- Tarak : espèce aquatique dont les larves forment une conscience collective dans le corps d’un hôte femelle. Une des larves se loge dans l’utérus afin de donner un bébé-tarak. Dans le cas d’Alanna, la larve semble avoir fusionné avec un des deux jumeaux.

### Dans le monde d’Arq
- La Citadelle : lieu aux multiples enceintes de fortifications où se terre le tyran Racken. Elle concentre quasiment toutes les espèces humanoïdes du monde d'Arq, hormis les Démites qui ne sont pas les bienvenus, les Limisaïs qui vivent dans des maisons aériennes et l'espèce aquatique qui ne vit que sous l'eau.

- La caverne de Nonac : refuge de Nonac. Elle est couverte d'inscriptions.

- La pierre de vie : pierre creuse, lieu de culte des Démites, elle se trouve au centre du serifal.

- Le Serifal : double lieu. Dans le monde d'Arq c'est le lieu où se trouve la pierre de vie. À Dorro Zengu c'est le lieu où se recueillent les habitants pour prier leurs morts. Les deux pierres au centre d'un cercle se ressemblent étrangement par leurs formes et, vue du dessus, elles rappellent le symbole qui signifie Arq. D'ailleurs sur le serifal de Dorro Zengu est peint ce symbole.

- Les cinq tours : elles font le lien entre le monde d'Arq et White Dust. Le départ d'Arq sera symbolisé par leurs écroulements. Les cinq tours correspondent aux cinq embryons et aux cinq étrangers.

- La montagne aux visions : lieu où est peint les K'ross, qui sont des croisés. À l'entrée, un nuage de vapeur qui, s'il est respiré, donne des visons. Au fond de la grotte se trouve Haskell Truck endormi.

### Dans le monde d’Arthur Gilpatric (monde actuel?)
- i.Q.-Trois : base souterraine où sont pratiquées, en 1963, les expériences dirigées par Gilpatic sur de jeunes américains qui les mèneront à une mutation.

- Dorro Zengu : village abandonné où se réfugient les victimes des expériences de Gilpatric. Son nom est l'anagramme de Ground Zero.

- White Dust : base militaire en plein centre du désert du Nevada abandonnée par le pentagone et récupéré par la compagnie pétrolière American Torch. C'est là que se déroulent les expériences sur Arq.

### Dans le monde de Mike
- La chambre de Mike : elle est, selon les dire d’Amos, toujours rangée de la même manière. Après le coma de Mike, on la retrouve en désordre, avec, éparpillés, des objets provenant des autres réalités.

### Dans le monde d’ΔZS
La salle d'où est envoyé ΔZS cinq vingt-cinq douze, l'espion envoyé par l'organisme ΔZS, qui est Harry Berlin.

### Organisations
- True Americans : milice fasciste financée par la secte The Lord’s Light. Ses membres  prennent possession de White Dust avant de partir en laissant deux de leurs agents quand le F.B.I. met le nez dans les affaires de White Dust.

- American Torch : multinationale d'une compagnie pétrolière présidée par Namus et propriétaire de White Dust.

- The Lord’s Light : secte religieuse avec à leur tête le Sauveur.

- Orax : société aux activités inconnues.

- ΔZS :appartient au monde crayonné féminin.

ΔZS est un organisme de contrôle; il sait que le monde de Gilpatric n'est pas réel et le surveille. ΔZS veut savoir ce qui a pu causer l'existence de ce monde.
ΔZS n'est pas réel et le sait; ΔZS enquête sur ce monde-ci afin de comprendre sa propre condition.
il n'est constitué que de femmes.

### Événements
- Le renversement de Racken :
- La pluie acide qui transforme :
- La métamorphose des espèces :
- Le réveil d'Arq :
- Feu croisé :

### Chronologie
- Il y a 400 000 ans : datation approximative de l'origine d'Arq et d'Ynos.

- XIIe siècle : deux croisés déterrent le premier cocon qui renferme Arq. Un étranger ayant les trais de Racken, Hodh-Makil et son fils Akim ingère une matière blanche et se retrouvent transportés dans le corps d'Arq. Cette même matière sert à façonner le second cocon.

- 1958 : date où Gilpatric perd toute crédibilité vis-à-vis du pentagone après le fiasco d'une expérience qu'il qualifie de géniale. Elle lui a permis de détourner une fortune qui finança une base secrète.

- 1963 : année des expériences de Gilpatric qui aboutiront aux mutations des volontaires, réfugiés depuis à Dorro Zengu

- 1971 : année du passage de Strelitz au village de Dorro Zengu

### Langages
- Pour vous aider à décrypter ce que disent les personnages Démites et Nonac dès le premier tome, il suffit de prendre la dernière bulle  de la page 16 et de remplacer les symboles par les lettres de “Limisaï”. En faisant correspondre les lettres ainsi déjà trouvées avec les autres bulles, on peut trouver des phrases qui sont en anglais et avoir la quasi-totalité du code sans attendre le tome 9.

- Pour le langage des hommes du désert dans le tome 9, là aussi les phrases sont en anglais. Le premier mot dit est Zenaga et permet d’amorcer le décryptage du reste du langage.

- Les signes du langage du peuple aquatique ne correspondent pas au langage d’Arq.

## Autour de la série
- Si l'on traduit les différents codes du langage d'Arq ou de celui des habitants du désert, les phrases sont en anglais.

- Certains noms sont des anacycliques : Semynonys pour synonymes ; Nonac pour canon ; Ynos pour Sony ; Yad pour Day ; Amenic pour Cinema. Et Namus donne Suman qui est un personnage du temps des croisades dans l'histoire.

- K'ross est l’homophone de cross qui veut dire « croix » en anglais.

- Les noms des habitants de Dorro Zengu trouvent tous une terminologie militaire ou biblique souvent en anglais (en italique) :
  - militaire : Quartermaster, Amiral, Sergeant, Yeoman (officier royal anglais), Brigadier, Field Marshal, Wren (appellation pour WRNS : Women's Royal Naval Service, branche féminine de la Royal Navy), Capitaine, U-Boat, Major, Kings (rois), Volunteer (volontaire)
  - biblique : Nahum, Job, Luke, Peter, Zechariah, Daniel, Timothy, Isaiah, Ezra, Haggai, Obadiah, Révélation
  - X est plus ambigu car il peut appartenir aux deux registres : abréviation de Christ en anglais et c’est aussi une croix. La croix représente la Sainte-Croix mais également une distinction militaire. X est aussi le surnom de l’École polytechnique

- Les initiales des noms des habitants de Dorro Zengu donnent les lettres de l’alphabet.

- Les initiales par ordres chronologique des morts de Dorro Zengu donnent la phrase « Mike hurt Colyn », en anglais, qui veut dire « Mike a blessé Colyn» et fait référence au garçon hospitalisé dans les pages en noir et blanc au 'Reality County Hospital'.

- Les trois morts suivants étant Sergeant, Zechariah et Amiral forment AZS, les femmes qui envoient Harry Berlin dans le monde de Gilpatric.

- Les initiales des personnages de la quatrième de couverture du tome 7 (Dorro Zengu) donnent le mot monster (monstre en français) qui fait peut-être un double clin d’œil. Clin d’œil aux monstres de cet album mais peut-être aussi clin d’œil au précédent album dessiné par Andreas, sortie en octobre 2002, qui était un album de la série Donjon Monsters de Lewis Trondheim et Joann Sfar. Dans cet album, Andreas a utilisé l’alphabet d’Arq pour dissimuler des messages : Cover idea by Trondheim (idée de couverture de Trondheim) ; Marvin en page de garde et dans la page 12 : Mer (case 1), cima (case 2) et zan (cas 4) qui donne la phrase « Merci Mazan », autre auteur d’un album de la série.

- Mike et Amos sont deux personnages encore peu développés dans les pages noir et blanc. On retrouve ces deux prénoms accolés pour former le nom d'un scientifique de White Dust. Laura confond le prénom de son fils avec celui de Mike.
Si l'on inverse la dernière lettre de Somé avec la première de Akim (enfants de l'époque des croisades) on a les anacycliques de Mike et Amos.

- Le X de la compagnie Orax, cassé en deux dans sa diagonale donne le logo du A sur le T de American Torch.

- Dans la dernière page du tome 12, la quasi-totalité des objets éparpillés dans la chambre de Mike, proviennent des autres réalités et sont tirés de tous les albums précédents.

- Dans la chambre de Mike dans le tome 12, le logo de la compagnie Orax avec le X qui s'est décollé, vu dans le miroir avec le bâton de bois qui passe à travers le O dans le reflet, donne le mot Arq.
- Les titres des trois premiers tomes sont symétriquement réfléchis dans ceux des trois derniers.

## Liste des albums
Arq est publié par Delcourt, d'abord dans la collection « Conquistador » (premier cycle) puis dans la collection « Machination » (second et troisième cycle).
- Premier cycle, albums 48 pages, format 23×32 cartonnés, couleurs :

1. Ailleurs, 1997  (ISBN 2-84055-152-7)[1].
2. Mémoires 1, 1999  (ISBN 2-84055-259-0)[2].
3. Mémoires 2, 1999  (ISBN 2-84055-304-X).
4. Racken, 2000  (ISBN 2-84055-446-1).
5. White Dust, 2001  (ISBN 2-84055-649-9).
6. Réveil, 2002  (ISBN 2-84055-668-5).

- Second cycle, albums 48 pages, format 25×29,8 cartonnés, couleurs directes :

1. Dorro Zengu, 2003  (ISBN 2-84789-048-3)[3].
2. Retrouvailles, 2005  (ISBN 2-84789-662-7).
3. Feu croisé, 2006  (ISBN 2-7560-0085-X).
4. Tehos, 2007  (ISBN 978-2-7560-0445-7).
5. Maître Noir, 2008  (ISBN 978-2-7560-1081-6).
6. Mission, 2009  (ISBN 978-2-7560-1443-2).

- Troisième cycle, 48 pages, format 21×34 cartonnés, noir et blanc :

1. Détectives, 2010  (ISBN 978-2-7560-2018-1)
2. Intrus, 2011  (ISBN 978-2-7560-2535-3).
3. Lune, 2012  (ISBN 978-2-7560-2809-5).
4. Rêves 1, 2013  (ISBN 978-2-7560-3756-1).
5. Rêves 2, 2014  (ISBN 978-2-7560-5265-6).
6. Ici, 2015  (ISBN 978-2-7560-6552-6).